# Gisèle d’Ailly van Waterschoot van der Gracht
Gisèle d'Ailly van Waterschoot van der Gracht, née le 11 septembre 1912 et mort le 27 mai 2013, également connue sous le nom de Gisèle, est une plasticienne néerlandaise. Pendant la Seconde Guerre mondiale, elle cache un groupe de jeune Juifs dans une maison lui appartenant à Amsterdam. 

## Biographie
Gisèle van Waterschoot van der Gracht est née à La Haye, aux Pays-Bas, en 1912. Sa mère, Joséphine von Hammer Purgstall, est une baronne. Son père, Willem Waterschoot van der Gracht, est un géologue qui travaille pour le Royal Dutch Shell. Elle passe une partie de sa jeunesse aux États-Unis et retourne aux Pays-Bas après le krach boursier de 1929. De retour en Europe, elle étudie l'art du vitrail avec Joep Nicolas et se lie d'amitié avec le poète néerlandais Adriaan Roland Holst. Elle termine également une année d'études à l'École des beaux-arts de Paris. 
En 1940, van Waterschoot aoue loué un petit appartement au troisième étage du bâtiment situé au Herengracht 401 dans le centre d'Amsterdam. Peu de temps après, l'Armée allemande occupe les Pays-Bas. Pendant toute la durée de la guerre, van Waterschoot loge secrètement plusieurs personnes dans son appartement, notamment Wolfgang Frommel (un poète allemand non-juif), l'adolescent juif Claus Bock (en), l'écrivain juif Friedrich W. Buri et d'autres. Alors qu'il se cache, le groupe d'artistes et d'écrivains nomme leur refuge le « Castrum Peregrini » et ses membres étudient secrètement l'art et la littérature. Les membres du groupe survivent à la guerre. Après la fin de la Seconde Guerre mondiale, van Waterschoot achète l'immeuble et le converti en une maison elle vit et travaille le reste de sa vie. Elle fait ensuite don du bâtiment à la fondation Castrum Peregrini, qui le transforme en centre culturel. 
Van Waterschoot subvient à ses besoins et à ceux de ses locataires pendant la guerre en vendant des tableaux sur commande. Par la suite, elle conçoit plusieurs vitraux, notamment pour la chapelle Begijnhof et l'église Krijtberg. En 1946, son travail est présenté dans une exposition de groupe aux Schaeffer Galleries de New York. Van Waterschoot est aussi amie avec l'artiste Max Beckmann et stocke certaines de ses peintures pendant sa longue période d'exil. À partir des années 1960 jusqu'aux années 1980, van Waterschoot passe plusieurs mois chaque année à peindre et à faire des travaux de restauration dans un ancien monastère de l'île grecque de Paros,. 
En 1959, van Waterschoot épouse Arnold Jan d'Ailly, qui fut maire d'Amsterdam de 1946 à 1956. Van Waterschoot meurt en 2013 à Amsterdam. 
En l'honneur de ses actions pendant la guerre, van Waterschoot est nommée Chevalier de l'Ordre d'Orange-Nassau. Elle reçoit également le titre de Juste parmi les nations en 1997. Plusieurs institutions détiennent ses œuvres, notamment la fondation Castrum Peregrini, le Centraal Museum  à Utrecht et le Museum Van Loon à Amsterdam,. En 2018, une biographie de van Waterschoot intitulée De eeuw van Gisèle (Le siècle de Gisèle) est publiée par Annet Mooij. 